# Whiskey, Tango, Foxtrot
Whiskey, Tango, Foxtrot (ang. Whiskey Tango Foxtrot) – amerykański film biograficzny z 2016 roku w reżyserii Glenna Ficarra i Johna Requa, wyprodukowany przez wytwórnię Paramount Pictures.

## Opis fabuły
Akcja filmu rozgrywa się w 2003 roku w Nowym Jorku. Zatrudniona w telewizji Kim Barker (Tina Fey) ma już dość miałkich, nudnych historii. Gdy zniechęcona monotonią pracy dziennikarka dowiaduje się, że jej stacja szuka reportera na wyjazd do ogarniętego wojną Afganistanu, korzysta z szansy na odmianę losu. Kobieta porzuca bezpieczną posadę za biurkiem i wyrusza na trzy miesiące do Kabulu, aby przygotować materiał o codziennym życiu mieszkańców tego kraju dwa lata po amerykańskiej inwazji. Na miejscu spotyka ludzi, którzy pomimo swojej rozpaczliwej sytuacji próbują prowadzić normalne życie.
Pozbawiona wygód i nieznająca miejscowej kultury Kim dołącza do międzynarodowej ekipy dziennikarzy. Koledzy po fachu pomagają jej przetrwać w obcym terenie. Zaprzyjaźnia się z uwielbiającą przygody Tanyą Vanderpoel (Margot Robbie) z BBC, fotoreporterem ze Szkocji Iainem MacKelpie (Martin Freeman), z którym nawiązuje romans, oraz generałem Hollankiem (Billy Bob Thornton). Mimo czającego się na każdym rogu niebezpieczeństwa, Kim zostaje w Afganistanie dłużej niż zakładał kontrakt. Dla ciekawego tematu jest w stanie zaryzykować nawet własne życie.

## Obsada
- Tina Fey jako Kim Barker
- Margot Robbie jako Tanya Vanderpoel
- Martin Freeman jako Iain MacKelpie
- Christopher Abbott jako Fahim Ahmadzai
- Billy Bob Thornton jako generał Hollanek
- Alfred Molina jako Ali Massoud Sadiq
- Sheila Vand jako Shakira El-Khoury
- Nicholas Braun jako Tall Brian
- Steve Peacocke jako Nic

## Odbiór

### Box office
Film Whiskey, Tango, Foxtrot zarobił 23,1 miliona dolarów w Ameryce Północnej oraz 1,8 miliona dolarów w pozostałych państwach; łącznie 24,9 miliona dolarów w stosunku do budżetu produkcyjnego 35 milionów dolarów.

### Reakcja krytyków
Film Whiskey, Tango, Foxtrot spotkał się z mieszaną reakcją krytyków. W serwisie Rotten Tomatoes 68% z dwustu dziesięciu recenzji filmu jest pozytywne (średnia ocen wyniosła 6,30 na 10). Na portalu Metacritic średnia ocen z 44 recenzji wyniosła 57 punktów na 100.